# Thailändische Luftstreitkräfte
Die Thailändischen Luftstreitkräfte (thailändisch กองทัพอากาศไทย, RTGS Kong Thap Akat Thai; englisch Royal Thai Air Force, abgekürzt RTAF) ist die Luftstreitmacht der Streitkräfte des Königreichs Thailand.
Sie hat eine Stärke von 46.000 Soldaten und ist mit 92 Kampfflugzeugen, 39 Transportflugzeugen und 25 Hubschraubern ausgerüstet.

## Geschichte

### Beginn
Die Thailändischen Luftstreitkräfte wurden am 18. Januar 1911 als Royal Siamese Aeronautical Service (RSAS) gegründet. Die ersten drei Piloten waren Major Luang Sakdisulyavudh, Captain Luang Arvudsikikorn und First Lieutenant Thip Ketudat, die alle ihre Ausbildung zum Piloten in Frankreich erhielten. Die ersten Flugzeuge, vier Breguet III und vier Nieuport II N stammten ebenfalls aus Frankreich.
Im Juli 1917 erklärte das Königreich Siam den Mittelmächten (Deutschland und Österreich) den Krieg. König Vajiravudh (Rama VI.) entsandte eine Expeditions-Streitmacht nach Europa, um auf der Seite der Alliierten zu kämpfen. Das Kontingent umfasste auch eine Abteilung des Fliegerkorps aus 95 Offizieren und Mannschaften, die später als Piloten an den französischen Fliegerschulen von Avord und Istre ausgebildet wurden.
Nach dem Ende der Kampfhandlungen wurde das siamesische Kontingent ein Teil der Besatzungsarmee im deutschen Rheinland. Im August 1919 kehrte das Kontingent schließlich nach Siam zurück, mit einer Anzahl von SPAD S.VII und S.XIII, Nieuport-Delage Ni-D.29-Einsitzern, Breguet XIV A2-Aufklärern und Breguet XIV B2-Bombern sowie verschiedenen Nieuport-Trainingsmaschinen. Die französischen Maschinen bildeten bis in die 1930er Jahre hinein das Rückgrat des RSAS.

### Paribatra und Prajadhipok
In den 1920er Jahren waren die Werkstätten der RSAS in der Lage, die Breguet 14 und die SPAD S.XIII in Lizenz zu fertigen. Die Motoren mussten aber weiterhin von Frankreich bezogen werden. 1927 erhöhte Renault die Preise für die Motoren massiv, so dass die RSAS, die sich ihres Abhängigkeitsverhältnisses bewusst war, einen neuen Lieferanten suchen musste. Unter Major Vechayant Rangsarit wurde jedoch nicht nur ein neuer Motor gesucht, es wurde auch ein neues siamesisches Flugzeug konstruiert.
Die Paribatra war als Bomber geplant und sollte die Breguet ersetzen. Der Erstflug des ersten komplett in Siam entwickelten Flugzeugs fand am 23. Juni 1927 in Don Mueang satt. Die Paribatra wurde durch einen BMW-VI-Motor angetrieben, später wurden noch zwei weitere Varianten mit einem Bristol-Jupiter- und einem Curtiss D-12-Motor hergestellt. Die Paribatra wurde nicht in großen Stückzahlen produziert und nur als Testflugzeug verwendet. Major Vechayant Rangsarit entwickelte als zweite Maschine einen Jäger, der nach König Prajadhipok (Rama VII.) genannt wurde. Von der Prajadhipok wurde nur eine Maschine gebaut, da die Leistungen keine Verbesserung gegenüber der SPAD S.XIII brachten.

### RSAF und RTAF
1932 wurde der Royal Siamese Aeronautical Service eine eigenständige Teilstreitkraft neben der Armee und Marine und in Royal Siamese Air Force (RSAF) umbenannt.
Ab 1933 erwarb die RSAF neue Maschinen, um die veralteten Nieuport-Delage Ni-D.29 und Breguet XIV abzulösen. In Dienst gestellt wurden 72 Vought V-93S (S3O-6) Corsair (ab 1933), zwölf Curtiss Hawk II (F11C-1) (ab 1934) und 49 Curtiss Hawk III (BF2C-1) (ab 1935). Am 24. Juni 1939 gab Premierminister Phibun Songkhram bekannt, dass Siam jetzt Thailand genannt werde. Aus der RSAF wurde die Royal Thai Air Force (RTAF).

### Zweiter Weltkrieg

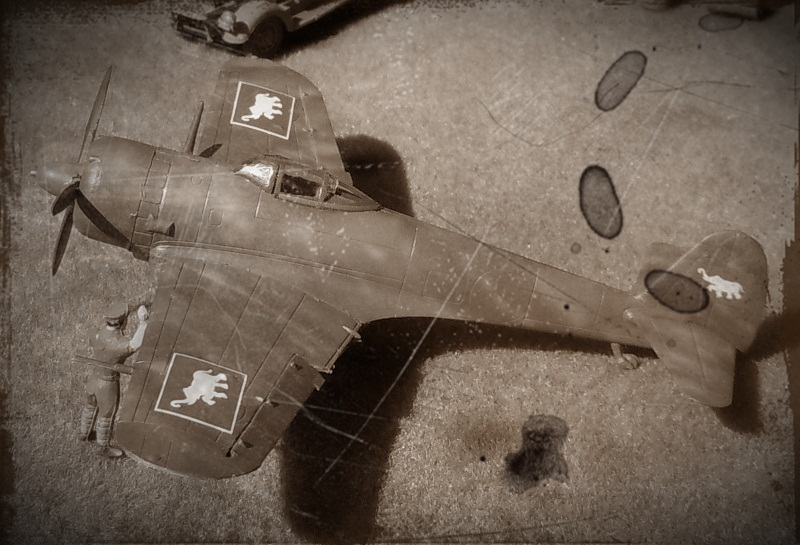
Modell einer thailändischen Ki-43

Die RTAF konnte ihre Stärke im Französisch-Thailändischen Krieg 1940/41 beweisen. Am frühen Morgen des 8. Dezember 1941 fielen die Japaner – gleichzeitig mit dem Angriff auf Pearl Harbor – an neun Stellen in Thailand ein. Die RTAF konnte den japanischen Truppen am ersten Kampftag – insbesondere bei der Verteidigung des Flugplatzes Songkhla – hohe Verluste beibringen. Nach einigen Stunden des Kampfes ordnete der thailändische Premierminister Feldmarschall Phibun Songkhram, der inzwischen von einer Reise zurückgekehrt war, die Feuereinstellung an. Am 21. Dezember wurde schließlich ein Übereinkommen geschlossen, das Thailand formal zu einem Verbündeten Japans und zum Kriegsgegner der USA machte. Der thailändische Botschafter in den USA verweigerte jedoch die Überbringung der entsprechenden Urkunde. Thailand wurde von den USA daraufhin nicht als Feind behandelt.

### Militärhilfe der USA
Im Gegenzug zur Beteiligung Thailands am Koreakrieg erhielt die RTAF Militärhilfe der USA. Die RTAF kam in den Besitz von Schulflugzeugen des Typs Lockheed T-33 T-Bird und Strahlflugzeugen der Typen Republic F-84G Thunderjet und North American F-86F Sabre. Auch während des Vietnamkrieges waren Piloten aus Thailand mit Douglas C-47 Dakota und Fairchild C-123 Provider-Transportflugzeugen im Einsatz. Im Jahre 1980 wurde versucht, die Lebensdauer der C-123 Flotte zu verlängern, die Entwicklung der C-123T scheiterte jedoch.

### Luftfahrzeuge aus deutscher Produktion
1982 wurden 47 RFB Fantrainer 400/600 an die Royal Thai Air Force verkauft. Es waren 31 Maschinen der Version 400 und 16 Maschinen der Version 600. Von beiden Versionen wurde jeweils eine Maschine von der Rhein Flugzeugbau GmbH in Mönchengladbach gebaut. Die RTAF wollte die übrigen Maschinen selbst montieren. Die Einzelteile wurden in Überseekisten verpackt nach Thailand verschickt. Dort wurden jedoch tatsächlich nur 11 Fantrainer 400 und 15 Fantrainer 600 gebaut.
1999 erwarb Thailand zu äußerst günstigen Bedingungen 26 gebrauchte deutsche Alpha Jet A. Die Kosten der Grundüberholung der Maschinen überstiegen den Kaufpreis um ein Vielfaches, was zu lebhaften Diskussionen im Parlament führte. Die leichten Jagdbomber wurden im September 2000 von der 231. Staffel übernommen, in der RTAF erhielten sie die Bezeichnung BJ-7 (Angriffsflugzeug Nr. 7). Die 231. Staffel gehört zum 23. Geschwader und ist in Udon Thani stationiert. Nur 20 Maschinen wurden flugtüchtig gemacht, während die letzten sechs als Ersatzteilspender dienen. Die RTAF hat alle aktiven Alpha Jets in den Jahren 2004–2007 mit Düppelwerfern im Heck und AIM-9 Sidewindern ausgerüstet.

### Neuere Beschaffungsvorhaben
Das 7. Geschwader auf der RTAFB Surat Thani-Basis sollte schon seit 2001 eine zweite Staffel mit einem neuen Jagdflugzeug erhalten. Die Beschaffung wurde jedoch aus Kostengründen immer wieder hinausgeschoben. 2005 hatte die RTAF die Saab JAS-39 Gripen als neuen Jäger definiert, dies wurde jedoch vom damaligen Ministerpräsidenten Thaksin Shinawatra nicht genehmigt, denn er die Suchoi Su-30 Flanker favorisierte. Als weiterer Mitbewerber ist noch die Lockheed F-16A Fighting Falcon im Gespräch, von der die RTAF schon einige Maschinen betreibt. Nach der Absetzung von Ministerpräsident Thaksin Shinawatra hat das Kabinett unter dem Premierminister General Surayud Chulanont am 16. Oktober 2007 grünes Licht für den Kauf von zwölf Saab JAS-39 Gripen gegeben. Die Saab Gripen wurden der 701. Staffel des 7. Geschwaders in Surat Thani zugeteilt und wurden 2011 an die Einheit übergeben. Die F-5E der 701. Staffel werden weiter betrieben bis alle Gripen einsatzbereit sind.
Neben der Gripen beschafft die RTAF parallel auch drei Saab 340 aus Schweden. Zwei Maschinen werden als Saab 340 AEW/C mit dem Erieye Radarsystem geliefert während eine als Trainingsmaschine geliefert werden soll.
Als neuer VIP-Transporthubschrauber für den König wurde im September 2007 vom Büro des Premiers die Sikorsky S-92 ausgewählt. In einem Auswahlverfahren hatte sich die Sikorsky-Maschine gegen den AgustaWestland EH101 durchgesetzt. Die RTAF hat einen Bedarf von drei Hubschraubern, die im Dezember 2010 ausgeliefert werden sollen.
Am 5. November 2007 wurde in einer Zeremonie unter der Leitung von Air Chief Marshal Chalit Pookpasuk der neue Prototyp eines von der Royal Thai Air Force entwickelten Trainers vorgestellt. Das 30-Millionen-Baht-Projekt wurde 2005 begonnen. Die B.ChO.2 genannte Maschine ist eine lizenzierte Ummotorisierung der Aermacchi SF 260, die schon früher von der Royal Thai Air Force verwendet wurde.
Für den Ersatz der veralteten Avro 748 hat die RTAF 2008 vier ATR-72 Transportmaschinen erworben. Eine der Maschinen wurde als VIP-Flugzeug ausgerüstet. Um Kosten zu sparen, sind die anderen drei ATR-72 standardmäßige Passagierflugzeuge ohne militärische Anpassungen.
Am 30. April 2012 verunfallte eine Maschine beim Landeanflug auf dem Zia International Airport in Dhaka, Bangladesch.

### Chief Air Marshal „Foo Foo“
Ein Pudel namens Foo Foo – ein Haustier des damaligen Kronprinzen Maha Vajiralongkorn und seiner Ex-Frau – trug angeblich seit Ende 2009 bis zu seinem Tod 2015 den Titel eines Air Chief Marshal der Thailändischen Luftstreitkräfte.

## Gliederung
Die Royal Thai Air Force ist in vier Divisionen, eine Flugschule und einige direkt unterstellte Einheiten gegliedert. Jede Division ist in zwei bis drei Geschwader (Wings) aufgeteilt, die wiederum in Staffeln unterteilt sind.
- 1. Division

Die 1. Division besteht aus zwei Geschwadern, dem 2. und 6. Geschwader, der Einsatzraum ist Zentralthailand und das Gebiet um Bangkok.
- Das 2. Geschwader ist ein Hubschraubergeschwader mit zwei Staffeln (201./203. Staffel, Bell 412/UH-1). Die primäre Aufgabe der Staffeln ist der leichte Lufttransport, Luftrettung und Verbindungsaufgaben. Das Geschwader ist auf der RTAFB Lop Buri in  Amphoe Mueang Lop Buri in  der Provinz Lop Buri stationiert.
- Das 6. Geschwader ist das Transportgeschwader der RTAF mit vier Staffeln (601. bis 604.) und ist auf der RTAFB Don Mueang in Bangkok stationiert.

- 2. Division

Die 2. Division besteht aus drei Geschwadern, dem 1., 21. und dem 23. Geschwader, der Einsatzraum ist Nordostthailand.
- Das 1. Geschwader ist ein Jagdgeschwader und besteht aus den Staffeln 102 und 103, die mit Lockheed F-16A ADF Fighting Falcon ausgerüstet sind. Es ist auf der RTAFB Korat in der Provinz Nakhon Ratchasima stationiert.
- Das 21. Geschwader ist ein Jagdgeschwader mit einer Staffel (211. Staffel, F-5), das auf der RTAFB Ubon Ratchathani stationiert ist.
- Das 23. Geschwader ist ein Angriffsgeschwader mit einer Staffel (231. Staffel, Alpha Jet), das auf der RTAFB Udon Thani stationiert ist.

- 3. Division

Die 3. Division umfasst drei Geschwader, das 4., 41. und das 46. Geschwader, der Einsatzraum ist Nordthailand.
- Das 4. Geschwader ist ein Mehrzweckgeschwader mit vier Staffeln (401./402./403./404 Staffel, KAI T-50 Golden Eagle/Piaggio EVO & DA-42MPP/Aerostar UAV/Lockheed F-16A ADF Fighting Falcon), das auf der RTAFB Takhli in der Provinz Nakhon Sawan stationiert ist.
- Das 41. Geschwader ist ein Angriffsgeschwader mit einer Staffel (411. Staffel, L-39) das auf der RTAFB Chiang Mai in der Provinz Chiang Mai stationiert ist.
- Das 46. Geschwader ist ein Transportgeschwader mit einer Staffel (461. Staffel, Basler BT-67), das auf der RTAFB Phitsanulok stationiert ist. Neben der Transportaufgabe umfasst der Tätigkeitsbereich der 461. Staffel auch das Regenmachen (Fon luang).

- 4. Division

Die 4. Division umfasst drei Geschwader, das 5., 7. und das 56. Geschwader, der Einsatzraum ist Südthailand.
- Das 5. Geschwader ist ein leichtes Transportgeschwader mit einer Staffel (501. Staffel, AU-23) das auf der RTAFB Prachuap Khiri Khan in der Provinz Prachuap Khiri Khan stationiert ist.
- Das 7. Geschwader ist ein Jagdgeschwader mit einer Staffel (701. Staffel Saab Gripen /702. Staffel, Saab 340AEW Erieye, Saab 340) das auf der RTAFB Surat Thani in der Provinz Surat Thani stationiert ist.
- Das 56. Geschwader ist ein inaktives Geschwader ohne eine Staffel. Es ist auf der RTAFB Hat Yai in der Provinz Songkhla stationiert.
- Auf der RTAFB Songkhla ist kein Geschwader oder Staffel stationiert.

- Flying Training School

Die Flugschule der RTAF auf der RTAFB Kamphang Saen in der Provinz Nakhon Pathom umfasst zwei Staffeln.
- 1. FTS Basis-Training
- 2. FTS Fortgeschrittenen-Training und Umschulung auf Strahlflugzeuge

- Spezialeinheiten

Die 904. Staffel ist eine Einheit, die zu Ausbildungszwecken Feindangriffe vortäuscht (Aggressoreinheit). Sie ist mit der Northrop F-5E Tiger II ausgerüstet und auf der RTAFB Don Mueang in Bangkok stationiert. Als Besonderheit ist die 904. Staffel dem König Maha Vajiralongkorn direkt unterstellt. Über diese Staffel hat die RTAF keine Befehlsgewalt.
- Kunstflugteam Blue Phoenix ist auf der RTAFB Kamphang Saen in der Provinz Nakhon Pathom beheimatet.

## Aktuelle Ausrüstung
Stand: Ende 2022

### Flugzeuge
| Typ                                   | Herkunft           | Funktion                   | Version        | Aktiv          | Bestellt       | Anmerkungen    |
| Kampfflugzeuge                        | Kampfflugzeuge     | Kampfflugzeuge             | Kampfflugzeuge | Kampfflugzeuge | Kampfflugzeuge | Kampfflugzeuge |
| ------------------------------------- | ------------------ | -------------------------- | -------------- | -------------- | -------------- | -------------- |
| Alpha Jet                             | Deutschland        | Leichter Jagdbomber        | Alpha Jet A    | 19             |                |                |
| Beechcraft T-6 Texan II               | Vereinigte Staaten | Leichtes Kampfflugzeug     | AT-6           |                | 8              |                |
| Northrop F-5 Freedom Fighter          | Vereinigte Staaten | Leichtes Jagdflugzeug      | F-5E           | 30             |                |                |
| General Dynamics F-16 Fighting Falcon | Vereinigte Staaten | Mehrzweckkampfflugzeug     | F-16A          | 36             |                |                |
| Saab JAS 39 Gripen                    | Schweden           | Mehrzweckkampfflugzeug     | Gripen C       | 7              |                |                |
| Flugzeuge für Spezialmissionen        |                    |                            |                |                |                |                |
| Diamond DA42 Twin Star                | Österreich         | Aufklärungsflugzeug        |                | 8              |                |                |
| Piaggio P.180 Avanti                  | Italien            | Aufklärungsflugzeug        |                | 1              |                |                |
| Learjet 35                            | Vereinigte Staaten | Aufklärungsflugzeug        |                | 1              |                |                |
| Saab 340AEW Erieye                    | Schweden           | AWACS                      |                | 2              |                |                |
| Transportflugzeug                     |                    |                            |                |                |                |                |
| Basler BT-67                          | Vereinigte Staaten | Transportflugzeug          |                | 8              |                |                |
| Lockheed C-130 Hercules               | Vereinigte Staaten | Transportflugzeug          | C-130H         | 12             |                |                |
| Pilatus PC-6                          | Schweiz            | Leichtes Transportflugzeug |                | 14             |                |                |
| Saab 340                              | Schweden           | Transportflugzeug          |                | 5              |                |                |
| Geschäftsreiseflugzeuge               |                    |                            |                |                |                |                |
| Airbus A310                           | Europäische Union  | Geschäftsreiseflugzeug     | A310-324       | 1              |                | eingelagert    |
| Airbus A319                           | Europäische Union  | Geschäftsreiseflugzeug     | A319CJ         | 1              |                |                |
| Airbus A320                           | Europäische Union  | Geschäftsreiseflugzeug     | A320CJ         | 1              |                |                |
| Airbus A340                           | Europäische Union  | Geschäftsreiseflugzeug     | A340-500       | 1              |                |                |
| Boeing 737                            | Vereinigte Staaten | Geschäftsreiseflugzeug     | B-737-800      | 1              |                |                |
| Suchoi Superjet 100                   | Russland           | Geschäftsreiseflugzeug     | SSJ-100-95LR   | 3              |                |                |
| Schulflugzeuge                        |                    |                            |                |                |                |                |
| Diamond DA42 Twin Star                | Österreich         | Schulflugzeug              |                | 18             |                |                |
| Pilatus PC-9                          | Schweiz            | Schulflugzeug              |                | 19             |                |                |
| Beechcraft T-6 Texan II               | Vereinigte Staaten | Schulflugzeug              | T-6C           |                | 12             |                |
| Northrop F-5 Freedom Fighter          | Vereinigte Staaten | Strahltrainer              | F-5BF-5F       | 4              |                |                |
| General Dynamics F-16 Fighting Falcon | Vereinigte Staaten | Strahltrainer              | F-16B          | 14             |                |                |
| Saab JAS 39 Gripen                    | Schweden           | Strahltrainer              | Gripen D       | 4              |                |                |
| KAI T-50 Golden Eagle                 | Südkorea           | Strahltrainer              |                | 14             | 2              |                |
| Unbemannte Luftfahrzeuge              |                    |                            |                |                |                |                |
| U-1                                   | Thailand           | Aufklärungsdrohne          |                |                |                |                |

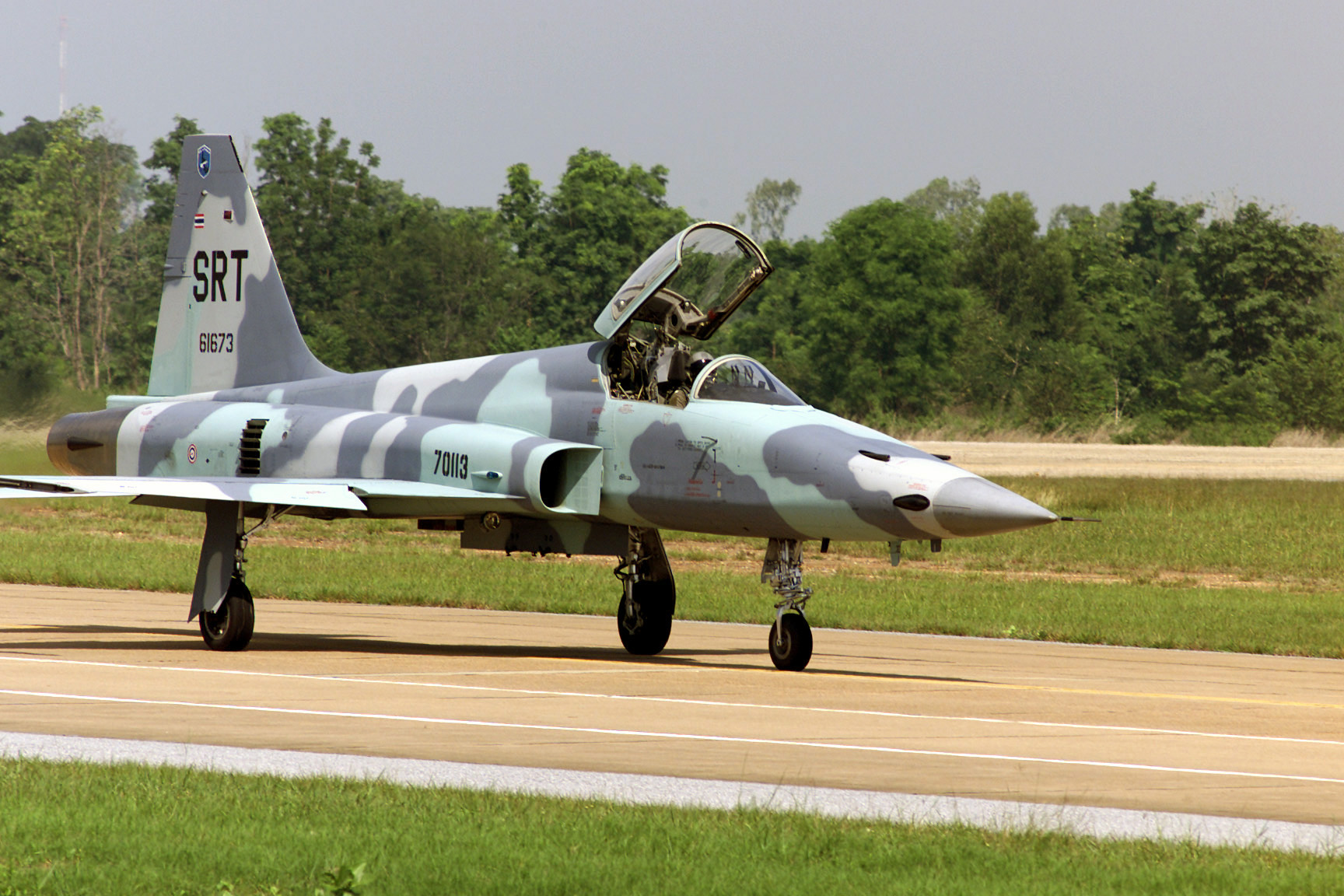
F-5E Tiger II

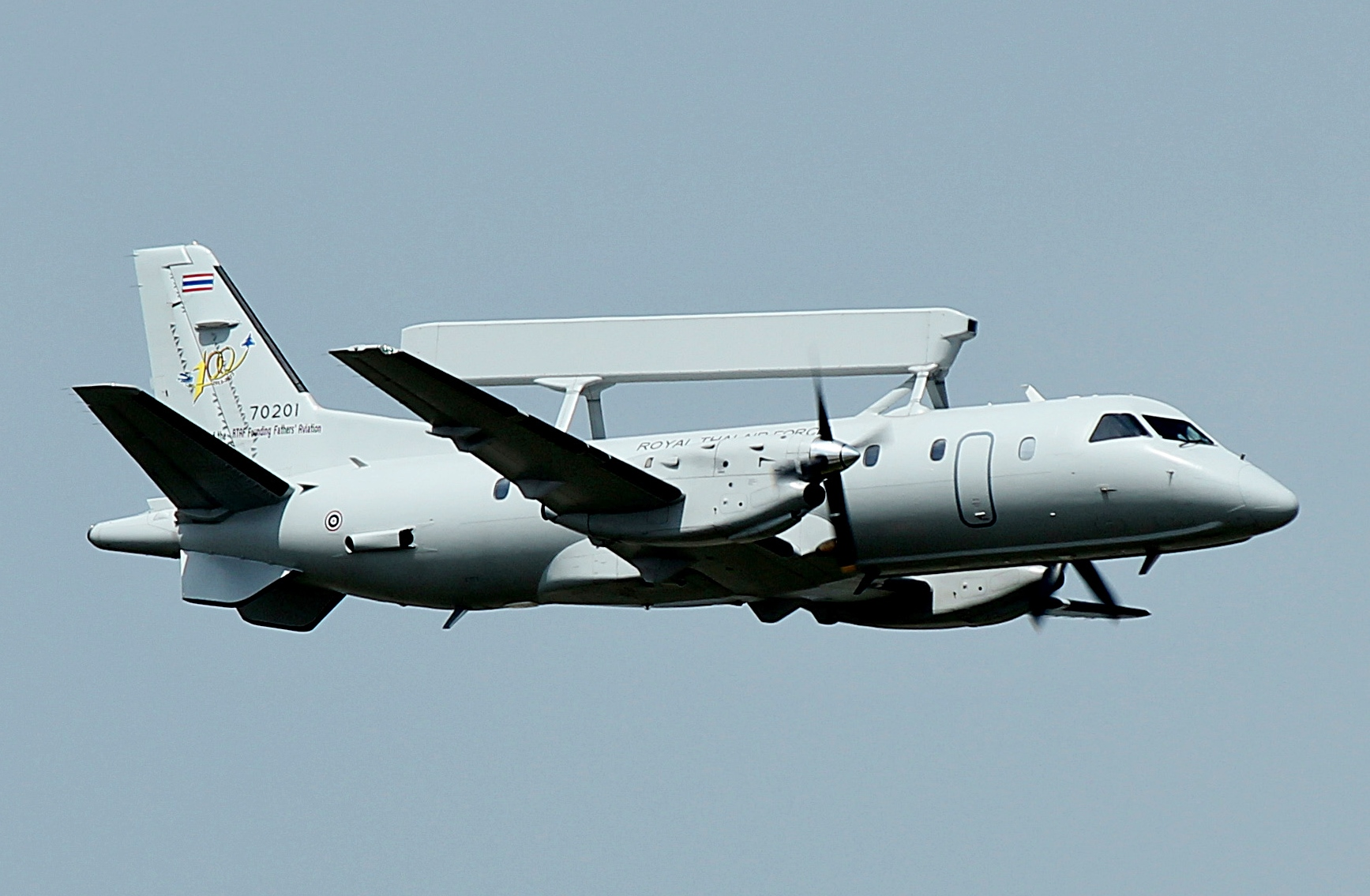
Saab 340AEW Erieye

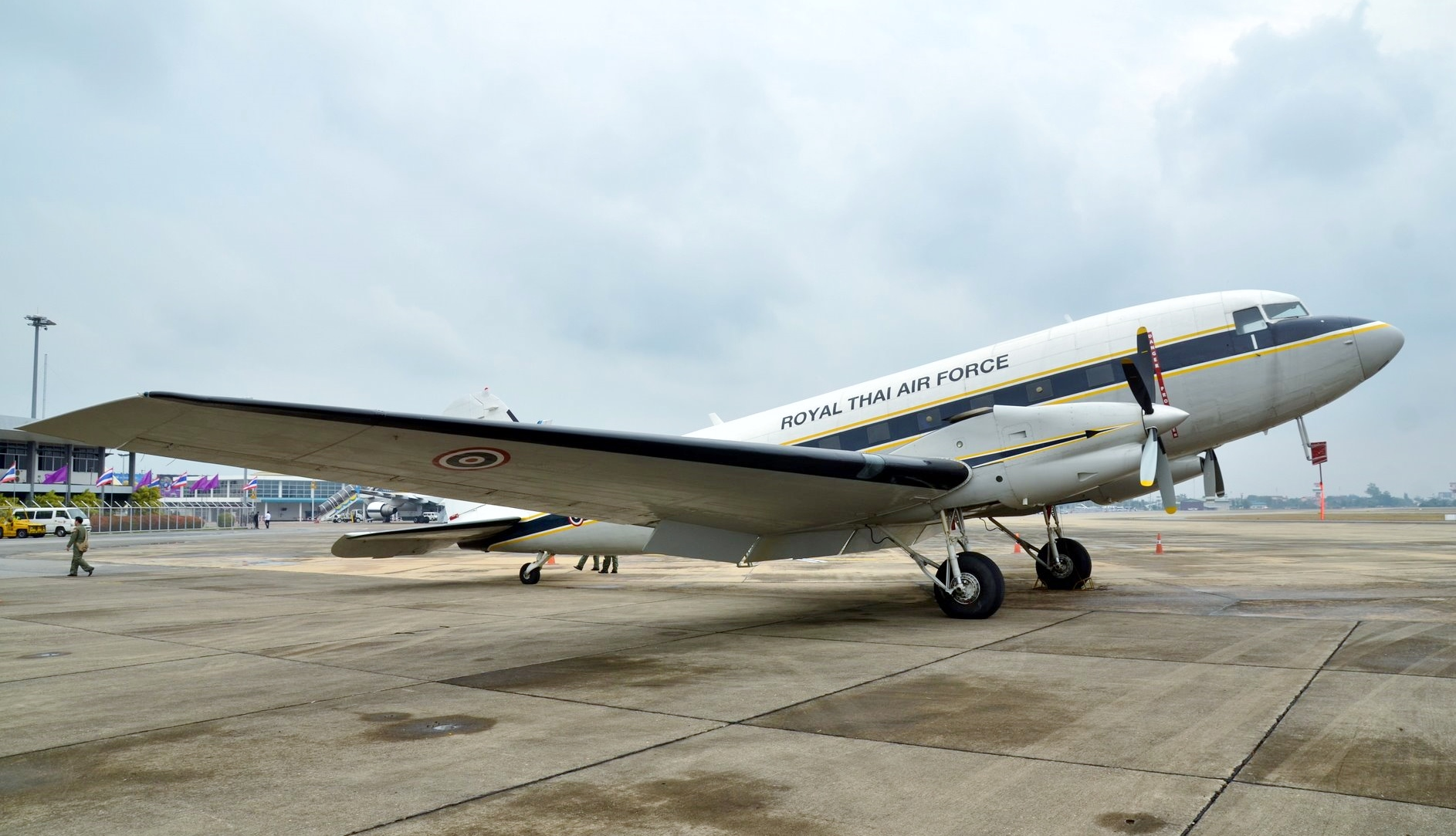
Basler BT-67

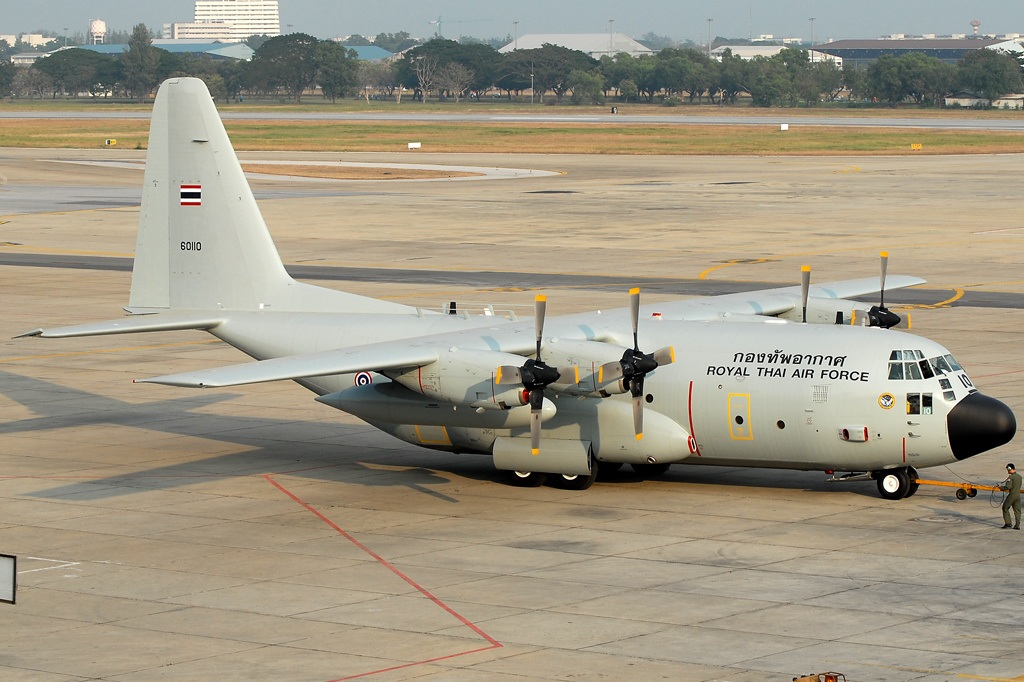
C-130H Hercules

Ehemalige Flugzeuge: Beechcraft King Air 90; Fairchild AU-23 Peacemaker; Aero L-39

### Hubschrauber

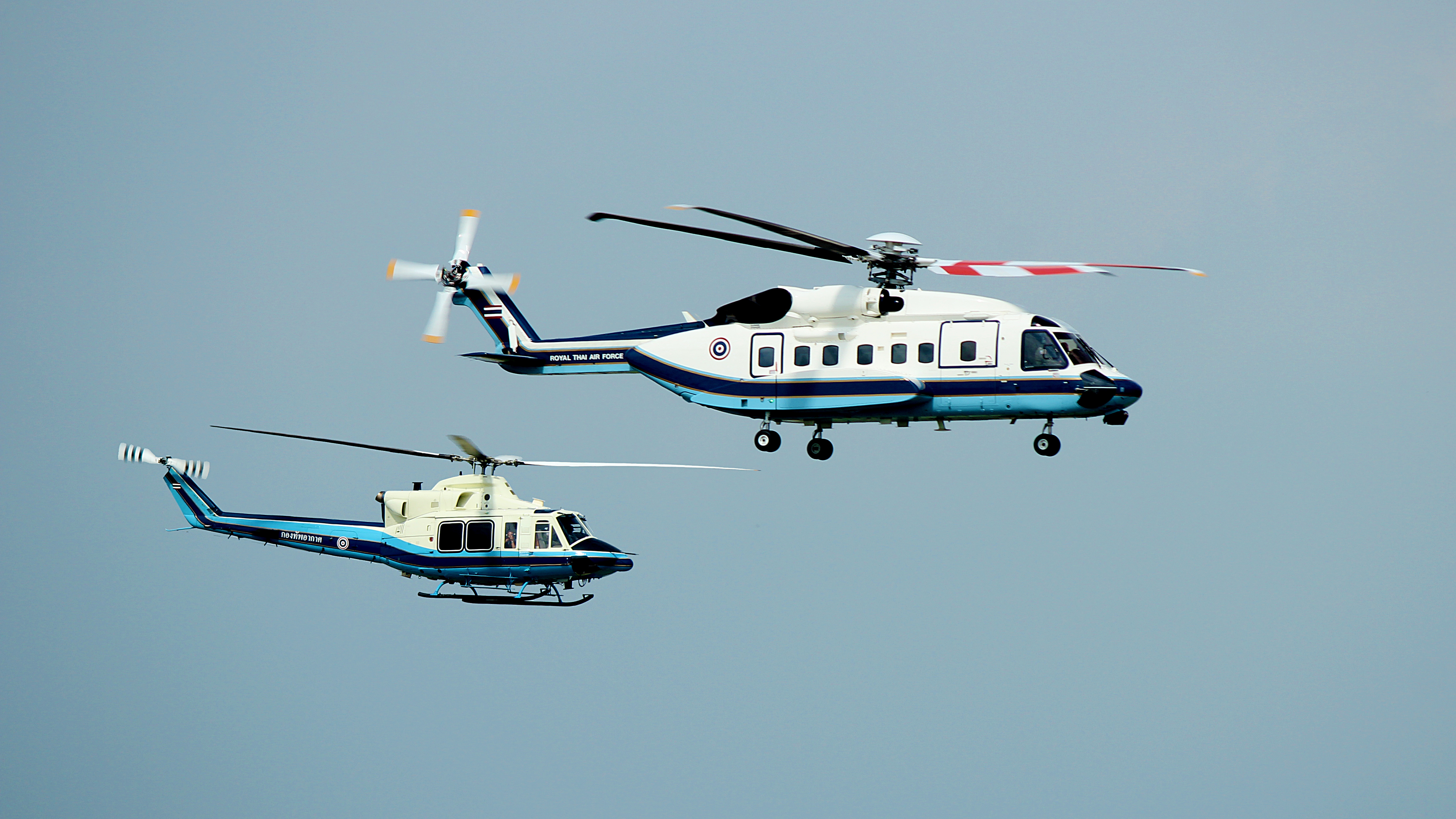
Bell 412 und Sikorsky S-92 der RTAF

| Typ                      | Herkunft           | Verwendung                | Version | Aktiv | Bestellt | Anmerkungen |
| ------------------------ | ------------------ | ------------------------- | ------- | ----- | -------- | ----------- |
| Bell 412                 | Vereinigte Staaten | Transporthubschrauber     |         | 5     |          |             |
| Airbus Helicopters H225M | Europäische Union  | Mehrzweckhubschrauber     |         | 12    |          |             |
| Sikorsky S-92            | Vereinigte Staaten | VIP-Transporthubschrauber |         | 2     |          |             |
| Airbus Helicopters H135  | Europäische Union  | Schulungshubschrauber     |         | 6     |          |             |

### Waffensysteme und Raketen
Flugabwehrwaffen:
- 3+ KS-1C

Luft-Luft-Raketen:
- AIM-9 P/S Sidewinder
- Python-3
- Python-5
- IRIS-T
- AIM-120 AMRAAM
- Derby

Luft-Boden-Raketen:
- AGM-65 Maverick

Seezielflugkörper:
- RBS15

Bomben:
- Paveway II
- GBU-38

## Kommandeure
Vorläufer
| Name                                                | Position                                      | von  | bis  |
| Feldmarschall Prinz Chakrabongse Bhuvanath          | Kommandeur des fliegenden Verbands des Heeres | 1913 | 1915 |
| Oberst Phraya Chalerm Akas                          | Kommandeur der Heeresfliegertruppe            | 1915 | 1918 |
| Generalmajor Phraya Chalerm Akas                    | Kommandeur der Heeresfliegertruppe            | 1918 | 1932 |
| Oberst Phraya Vehasayan Silapasit                   | Leiter der Luftfahrtabteilung des Heeres      | 1932 | 1935 |
| Oberst Phra Vedchayunrungsarit (Munee Mahasunthana) | Leiter der Luftfahrtabteilung des Heeres      | 1935 | 1937 |

Königlich Thailändische Luftstreitkräfte
| No. | Name                                                                                    | von          | bis           |
| 1   | General Phra Vedchayunrungsarit (Munee Mahasunthana) (bis 1939 als Kommandant der RSAF) | 1937         | 1941          |
| 2   | Generalleutnant Luang Atigtevadej (Bunchiam Komsamit)                                   | 1941         | 1943          |
| 3   | Generalleutnant Luang Tevaritpunluok (Kap Thattanon)                                    | 1943         | 1949          |
| 4   | Marschall der Luftstreitkräfte Fuen Ronnaphagrad Ritthakhanee                           | 1949         | 1957          |
| 5   | Marschall der Luftstreitkräfte Chaloamkeit Vatthanagkol                                 | 1957         | 1960          |
| 6   | General Bunchu Chantarubaksha                                                           | 1960         | 1974          |
| 7   | General Kamon Dachatungkha                                                              | 1974         | 1977          |
| 8   | General Phaneang Kantharat                                                              | 1977         | 1981          |
| 9   | General Thakoel Susillavorn                                                             | 1981         | 1983          |
| 10  | General Prapan Dhupatemiya                                                              | 1983         | 1987          |
| 11  | General Warranuad Apijaree                                                              | 1987         | 1989          |
| 12  | General Kasaet Rodjananin                                                               | 1989         | 1992          |
| 13  | General Kunth Pimarntrip                                                                | 1992         | 1993          |
| 14  | General Siripong Thongyai                                                               | 1993         | 1996          |
| 15  | General Amon Naewmalee                                                                  | 1996         | 1997          |
| 16  | General Thananit Niumtundhi                                                             | 1997         | 1999          |
| 17  | General Sanan Tuatip                                                                    | 1999         | 2000          |
| 18  | General Pong Manesilp                                                                   | 2000         | 2002          |
| 19  | General Kongsak Wantana                                                                 | 2002         | 31 Jul. 2005  |
| 20  | General Chalerm Chumchuensuk                                                            | 31 Jul. 2005 | 30. Aug. 2005 |
| 21  | General Chalit Pukbhasuk                                                                | 2005         | 2008          |
| 22  | General Itthaporn Subhawong                                                             | 2008         | 2012          |
| 23  | General Prachin Chantong                                                                | 2012         | 2014          |
| 24  | General Trithot Sonchaeng                                                               | 2014         | 2016          |
| 25  | General Jom Rungsawang                                                                  | 2016         | 2018          |
| 26  | General Chaiyapruek Tishyasarin                                                         | 2018         | 2019          |
| 27  | General Maanat Wongwat                                                                  | 2019         | 2020          |
| 28  | General Airbull Suttiwan                                                                | 2020         | 2021          |
| 29  | General Napadej Dhupatemiya                                                             | 2021         | 2022          |
| 30  | General Alongkorn Wannarot                                                              | 2022         | Heute         |

## Zwischenfälle
In Auszügen werden hier Unfälle von Transportflugzeugen der Thailändischen Luftstreitkräfte aufgeführt.
- Am 14. April 1960 wurde eine Douglas DC-4-1009 der Thailändischen Luftstreitkräfte (Luftfahrzeugkennzeichen RTAF 42919) gegen den Berg Wuzhi nahe dem Flughafen Taipeh-Songshan (Taiwan) geflogen. Bei diesem CFIT (Controlled flight into terrain) wurden alle 18 Insassen, acht Besatzungsmitglieder und 10 Passagiere, getötet.[20]